# 3820 Sauval
3820 Sauval (1984 DV) là một tiểu hành tinh vành đai chính được phát hiện ngày 25 tháng 2 năm 1984 bởi H. Debehogne ở Đài thiên văn Nam Âu.